# 馮展華
馮展華（？—），前國立中正大學校長，台灣學者、教育家、科學家，暱稱「齒輪王」。

## 現職
- 國立中正大學校長
- 國立中正大學講座教授

## 學歷
- 國立交通大學機械工程研究所博士
- 國立交通大學機械工程研究所碩士
- 國立中興大學機械工程學系學士

## 榮譽
- 國立交通大學傑出校友105年
- 東元科技文教基金會 東元獎104年
- 國立中興大學傑出校友104年
- 行政院傑出科技貢獻獎102年
- 行政院國家科學委員會傑出研究獎100年
- 國立中正大學研究傑出特聘教授98年
- 中國工程師學會傑出工程教授獎97年
- 中國機械工程師學會傑出工程教授獎97年
- 行政院國家科學委員會技術移轉個案獎96年
- 行政院國家科學委員會傑出產學合作獎96年
- 經濟部技術處大學產業經濟貢獻獎個人獎96年
- 經濟部智慧財產局國家發明創作獎金牌獎96年
- 國立中正大學工學院傑出研究教師獎89年
- 中國機械工程師學會優秀青年工程師獎87年
- 行政院國家科學委員會甲種研究獎勵84、86~89年
- 工業技術研究院研究成就獎個人獎83年